# Ріо-де-Жанейро
Ріо-де-Жане́йро (порт. Rio de Janeiro, досл. «Січнева річка»; locally [ˈʁi.u d(ʒi) ʒɐˈne(j)ɾu] ( прослухати))  — друге за величиною (після Сан-Паулу) місто Бразилії, адміністративний центр однойменного штату, з 1764 до 1960 року — столиця Бразилії, з 1808 до 1821 — також столиця Португальської держави. Зазвичай відомо просто як «Ріо» (особливо серед його мешканців), має прізвисько «Дивовижне місто» (порт. Cidade Maravilhosa).
Знамените своєю видовищною природою, святкуваннями карнавалу, самбою й іншою музикою, сонячними пляжами (такими як у Копакабана, Іпанема і Леблон), готелями, добродушним і гостинним стилем життя своїх мешканців. Серед найвизначніших пам'яток міста гігантська статуя Ісуса Спасителя (Cristo Redentor) на горі Корковаду, гора Цукрова голова з канатною дорогою, Самбодром — величезний центр парадів, що використовується впродовж Бразильського карнавалу, стадіон Маракана́, один з найбільших у світі. У Ріо-де-Жанейро розміщений найбільший лісовий масив всередині міста — ліс Тіжука (Floresta da Tijuca).
Населення становить 6 323 037 мешканців (перепис 2010). Кількість населення агломерації приблизно 12 млн осіб. Це друге найбільше місто Бразилії після Сан-Паулу і до 1960 було столицею країни (нині цеБразиліа). Мешканці міста відомі, як каріоки (cariocas). Офіційна пісня Ріо-де-Жанейро — «Cidade Maravilhosa».

## Географія
Розміщене на смузі Атлантичного узбережжя Бразилії, поблизу Тропіка Козерога. Місто, орієнтоване переважно на південь, засноване поблизу бухти Гуанабара, на вході до якої знаходиться гора Цукрова голова, що є «візитівкою» міста. Займає площу 1260 км². Ріо-де-Жанейро мав столичний статус до 1960 року, тепер столицею є місто Бразиліа.
Центр знаходиться на рівнинах західного берега бухти Гуанабара. Значна частина міста, так звана Північна зона, розташовується на північно-західних рівнинах, пагорбах і невеликих скелястих горах. Південна зона міста — пляжі, що обрамляють море — відділена від центральної та північної частини міста прибережними горами. Ці гори і пагорби — відгалуження Серра-ду-Мар, давньої гірської системи в південно-східній частині Бразилії, яка утворює південні схили Бразильського плоскогір'я. Вільний доступ в обширну Західну зону, відсічену гірськими хребтами, відкритий наприкінці 20 століття з появою нових доріг і тунелів.

## Клімат
| Клімат Ріо-де-Жанейро   | Клімат Ріо-де-Жанейро | Клімат Ріо-де-Жанейро | Клімат Ріо-де-Жанейро | Клімат Ріо-де-Жанейро | Клімат Ріо-де-Жанейро | Клімат Ріо-де-Жанейро | Клімат Ріо-де-Жанейро | Клімат Ріо-де-Жанейро | Клімат Ріо-де-Жанейро | Клімат Ріо-де-Жанейро | Клімат Ріо-де-Жанейро | Клімат Ріо-де-Жанейро | Клімат Ріо-де-Жанейро |
| Показник                | Січ.                  | Лют.                  | Бер.                  | Квіт.                 | Трав.                 | Черв.                 | Лип.                  | Серп.                 | Вер.                  | Жовт.                 | Лист.                 | Груд.                 | Рік                   |
| Середній максимум, °C   | 29,4                  | 30,2                  | 29,4                  | 27,8                  | 26,4                  | 25,2                  | 25,3                  | 25,6                  | 25,0                  | 26,0                  | 27,4                  | 28,6                  | 27,2                  |
| Середня температура, °C | 26,2                  | 26,5                  | 26,0                  | 24,5                  | 23,0                  | 21,5                  | 21,3                  | 21,8                  | 21,8                  | 22,8                  | 24,2                  | 25,2                  | 23,7                  |
| Середній мінімум, °C    | 23,3                  | 23,5                  | 23,3                  | 21,9                  | 20,4                  | 18,7                  | 18,4                  | 18,9                  | 19,2                  | 20,2                  | 21,4                  | 22,4                  | 21,0                  |
| Норма опадів, мм        | 114.1                 | 105.3                 | 103.3                 | 137.4                 | 85.6                  | 80.4                  | 56.4                  | 50.5                  | 87.1                  | 88.2                  | 95.6                  | 169                   | 1172.9                |
| ----------------------- | --------------------- | --------------------- | --------------------- | --------------------- | --------------------- | --------------------- | --------------------- | --------------------- | --------------------- | --------------------- | --------------------- | --------------------- | --------------------- |
| Джерело: World Climate  |                       |                       |                       |                       |                       |                       |                       |                       |                       |                       |                       |                       |                       |

## Історія
Португальські дослідники під керуванням капітана Гаспара ді Лемоса вперше досягли бухти Гуанабара, майбутнього місцерозташування Ріо, 1 січня 1502. Згідно з легендою, португальці давали назви новим місцям відповідно до імені святого, який відповідає поточному дню, тому повна назва міста звучить як «Січнева ріка святого Себастьяна». Також вони прийняли бухту за гирло річки, відтак і місто назвали «Січневою річкою». Хоча очевидно, що досвідчений моряк не зробив би такої помилки, але у той час слово «річка» була узагальненням для будь-якої великої водойми.
У 1555 район сучасного Ріо-де-Жанейро ненадовго зайняли французи, але незабаром португальцям вдалося відновити контроль над тереном. Власне місто засноване 1 березня 1565 Ештасіу де Са разом із Жозе ді Аншіета. Спочатку воно іменувалося Сан-Себастьян де Ріо-де-Жанейро (порт. São Sebastião de Rio de Janeiro) на честь португальського короля Себастьяна I.
У 1763 колоніальна адміністрація переведена із Салвадора в Ріо-де-Жанейро, майже на два століття місто стало столицею Бразилії.
У період еміграції португальського двору в 1808-1815 було також столицею Об'єднаного королівства Португалії і Алгарве, а в 1815-1821 — столицею Сполученого королівства Бразилії, Португалії й Алгарве.
У 1960 столицю Бразилії перенесли в центр країни, в місто Бразиліа. Відтоді Ріо-де-Жанейро мало статус міста-штату (штат Гуанабара). У 1975 штат Гуанабара об'єднаний зі штатом Ріо-де-Жанейро, і місто стало столицею і адміністративним центром об'єднаного штату.
У 1992 тут пройшла конференція ООН з навколишнього середовища і розвитку. У 2014 тут відбувся Чемпіонат світу з футболу 2014 року, а у 2016 році відбулись XXXI літні Олімпійські ігри.

## Економіка
Будучи до 1960 року столицею, Ріо-де-Жанейро став привабливим місцем для багатьох компаній завдяки адміністративному центру і близькості уряду. У місті базувалися головні офіси великих державних компаній, таких як Petrobras, Elektrobras та інші. Після перенесення столиці в місто Бразиліа, Ріо продовжує приваблювати багато компаній, особливо після виявлення нафтового родовища в Кампо-Басін, де видобувається велика частина загального обсягу нафти в Бразилії. Завдяки цьому в Ріо розташовані філії таких компаній, як Royal Dutch Shell, EBX, ExxonMobil. Офіси великих міжнародних компаній Кока-Кола, IBM і Ель-Пасо також розташовані в Ріо-де-Жанейро.
Ріо посідає друге місце на національному рівні в промисловому виробництві і є другим за величиною фінансовим центром, поступаючись лише Сан-Паулу. Промислові підприємства міста виробляють харчові продукти, хімічні і нафтопродукти, ліки, вироби з металу, розвинені кораблебудування, виробництво текстилю та меблів. Однак домінуючим сектором в економіці є сфера послуг, включаючи банківську справу і другий за активністю фондовий ринок у Бразилії. Сфера туризму і розваг також є ключовою для економіки країни.
Один з важливих напрямків діяльності — будівництво, що забезпечує зайнятість великої кількості некваліфікованих робітників. Для розвитку виробництва в деяких околицях міста урядом створені промислові райони з розвинутою інфраструктурою і спеціальними умовами для придбання земельних ділянок.
Також Ріо-де-Жанейро — один з найбільших портів Південної Америки, через нього проходить третина імпорту (вугілля, нафта, цемент, машини, пшениця) і значна частина експорту країни (кава, цукор, шкіри, цінна деревина, марганцева руда, бавовна, фрукти зі штатів Ріо-де-Жанейро, Мінас-Жерайс, частково зі штату Сан-Паулу й інших).
У Маракані знаходиться багатокампусна штаб-квартира Федерального центру технічної освіти «Селсу Сукко да Фонсека».

## Основні туристичні атракції

### Архітектурні пам'ятки

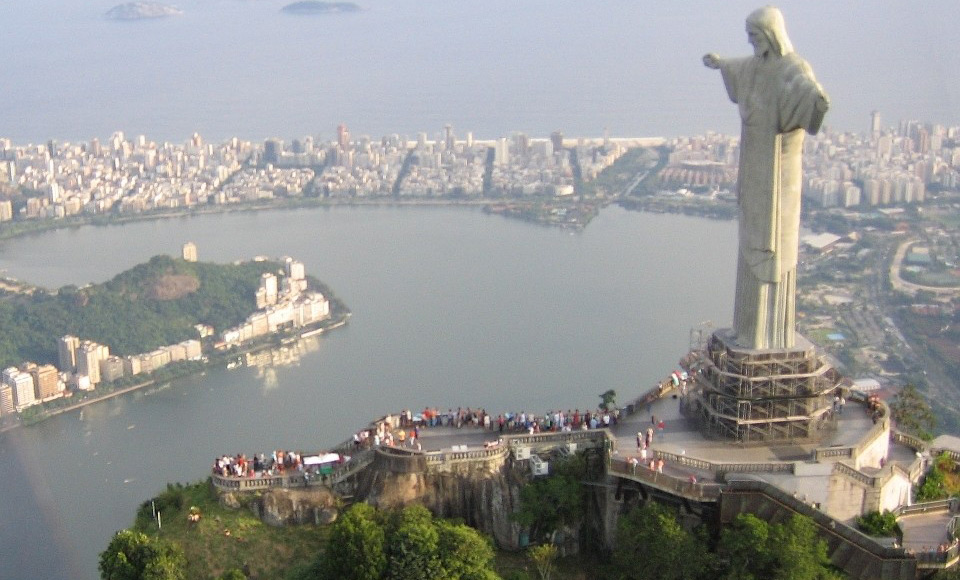
Статуя Христа Спасителя — символ Ріо-де-Жанейро, одне з семи нових чудес світу

Традиційно місцеві жителі ділять Ріо-де-Жанейро на Старе місто, Нове місто і передмістя. У Старому місті знаходяться митниця, доки, арсенал, біржа, Національна академія образотворчих мистецтв, міська ратуша і культурні установи, включаючи всі театри і майже всі музеї. Нове місто відоме монетним двором, в'язницею, головним вокзалом і Будинком інвалідів, пляжі Іпанема і Копакабана, парк Фламенго, гігантська статуя Христа Спасителя на горі Корковаду, гора Цукрова голова, стадіон Маракана — другий за величиною у світі футбольний стадіон, що вміщує 200 000 глядачів.
Відомими та найвідвідуванішими архітектурними пам'ятниками міста є колоніальні церкви, монастир Сан-Бенто, монастирі Сан-Антоніо і Монастир ордена капуцинів, а також колишня імператорська резиденція Кінта-да-Боа-Віста.
Церква Богородиці Лампедоса названа на честь острова Лампедоса у Середземному морі, де, за легендою, відбулося явлення Пресвятої Богородиці. Її спорудили в 1929 на місці будівлі XVIII століття в неокласичному стилі під впливом мексиканської архітектурної школи. Основна визначна пам'ятка церкви Святої Лусії, побудованої в 1732 році — природний фонтан, вода якого вважається цілющою.

### Карнавал у Ріо-де-Жанейро

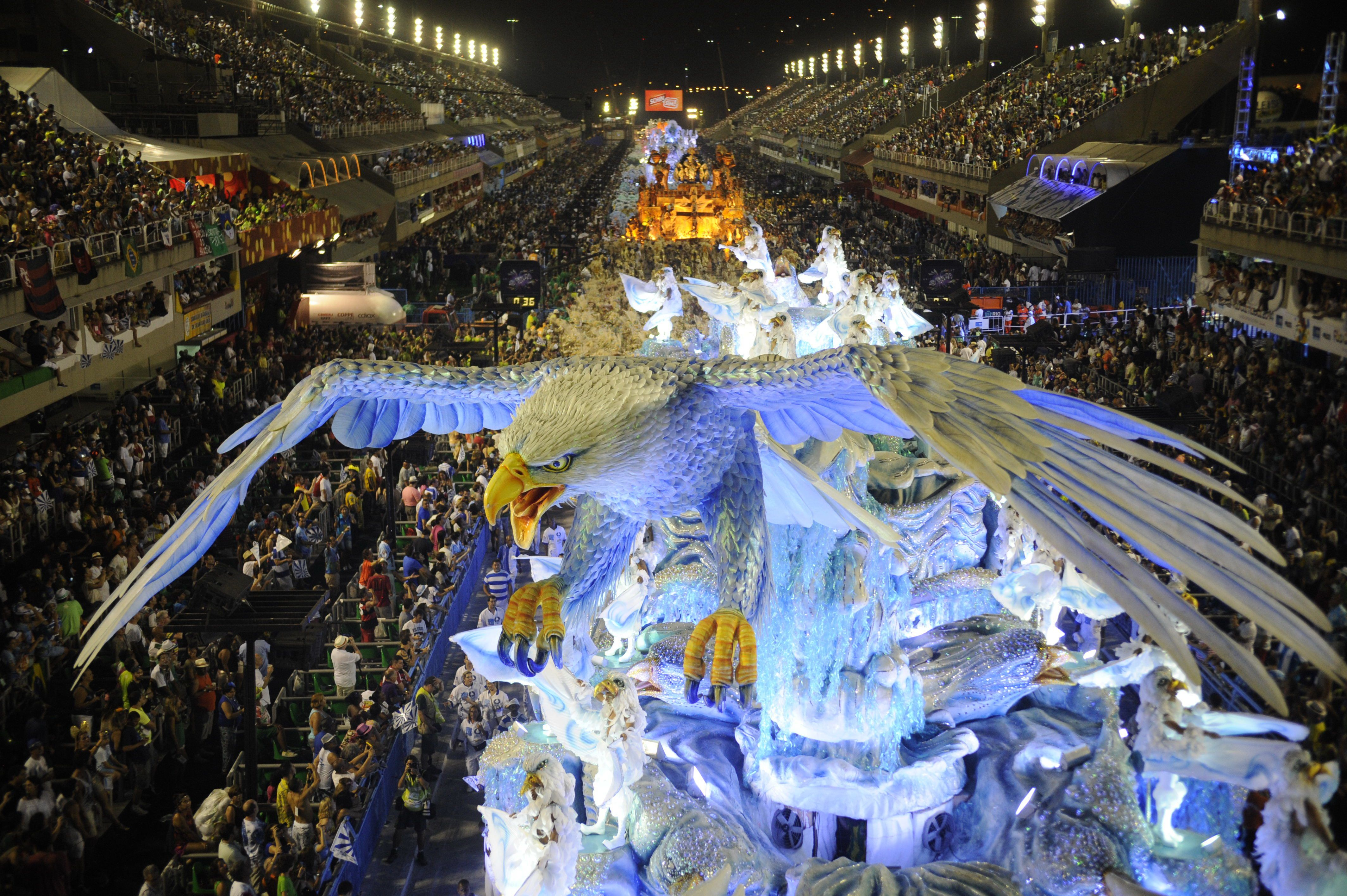
Платформа з танцівницями школи самби Portela під час карнавалу в Ріо

Карнавал у Ріо-де-Жанейро починається офіційно в п'ятницю перед Попеляною середою. Цей яскравий парад шкіл самби належить до найбільших світових свят. Карнавал організується міністерством туризму міста спільно з Лігою Шкіл Самби (порт. Liga Independente das Escolas de Samba do Rio de Janeiro (LIESA)), а також телекомпаніями, що транслюють подію. Ще 1928 року у Ріо-де-Жанейро виникла перша школа танцю самби під назвою «Дай Скажу» (Deixa Falar). Створена танцівником самби Ісмаелем Сілвою, вона пізніше перейменовується на «Естасіо ду Са» (Estacio do Sa), за іменем засновника Ріо-де-Жанейро. З Ріо традиція карнавальних парадів шкіл самби розповсюдилася на інші міста і особливо прижилася у Сан-Паулу.

### Бібліотеки і музеї

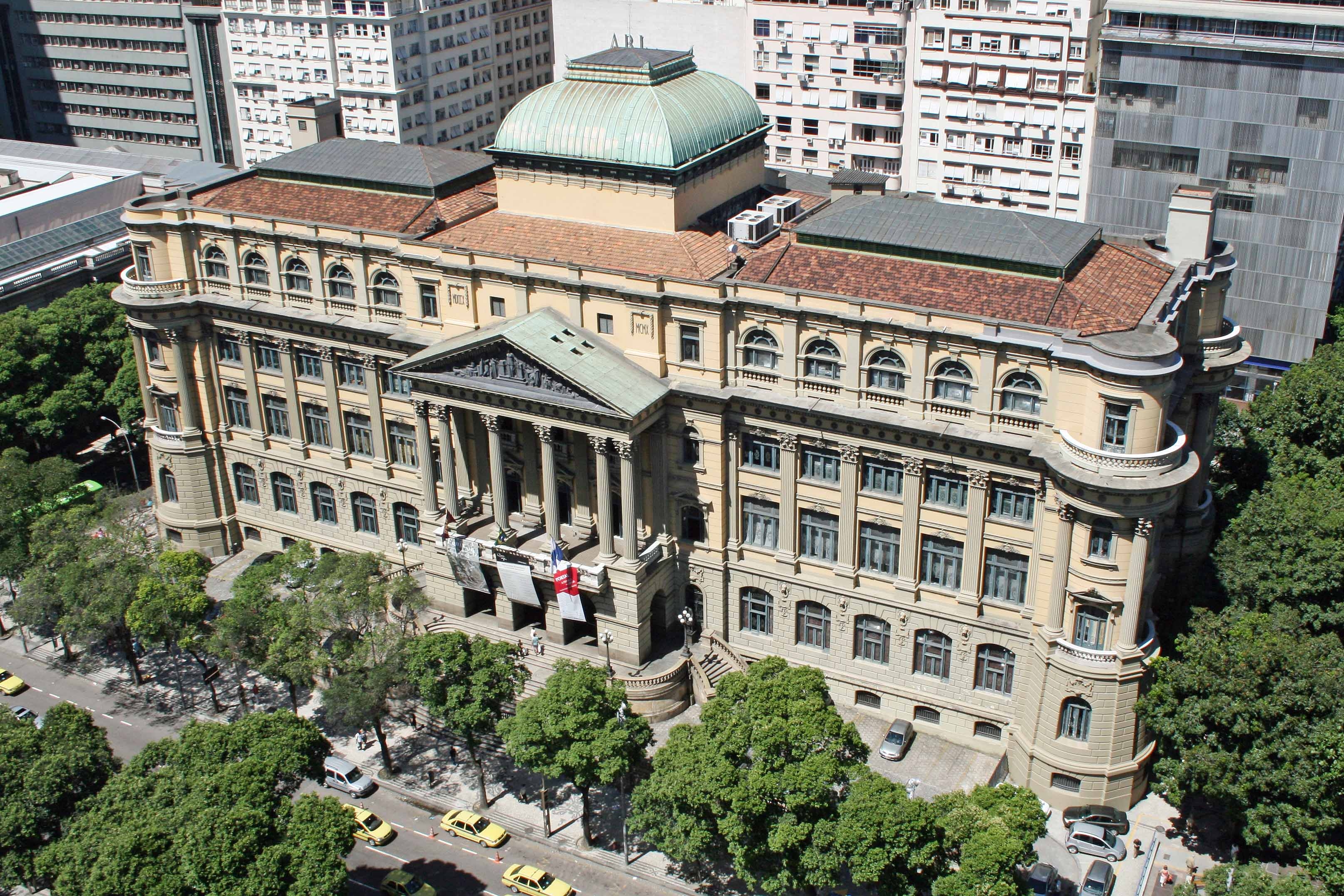
Національна бібліотека Бразилії

У Національній бібліотеці налічується 9 млн одиниць зберігання, з них, за попередніми підрахунками, два мільйони рідкісних книг і манускриптів. Це найбагатша бібліотека Латинської Америки. Цікава як своїм зібранням рідкісних видань, так і з архітектурного погляду Португальська королівська читальня, заснована 1837 року. У Національному архіві зберігається 2 240 000 фотографій та негативів та 75 000 карт і планів.
Національний музей образотворчих мистецтв має прекрасну колекцію, у якій зібрано більше 19 000 витворів мистецтва. У Національному історичному музеї зберігається понад 278 тис. експонатів.

### Ботанічний сад і парки
Попри те, що вулиці й набережні Ріо-де-Жанейро буквально потопають у тропічній рослинності, в місті діє ботанічний сад і безліч парків. У ботанічному саду, який заснували 1808 року і який є одним з найкращих у світі, зібрано понад 7 000 видів рослин з усього світу. Тут же знаходиться і знаменита алея пальм, і колекція екзотичних звірів і птахів. Національний парк Тіжука, в який входить вершина Корковаду, — найбільший міський ліс у світі. Тут можна зустріти мавп і екзотичних птахів. В одному з передмість відкритий зоологічний сад.

## Спорт

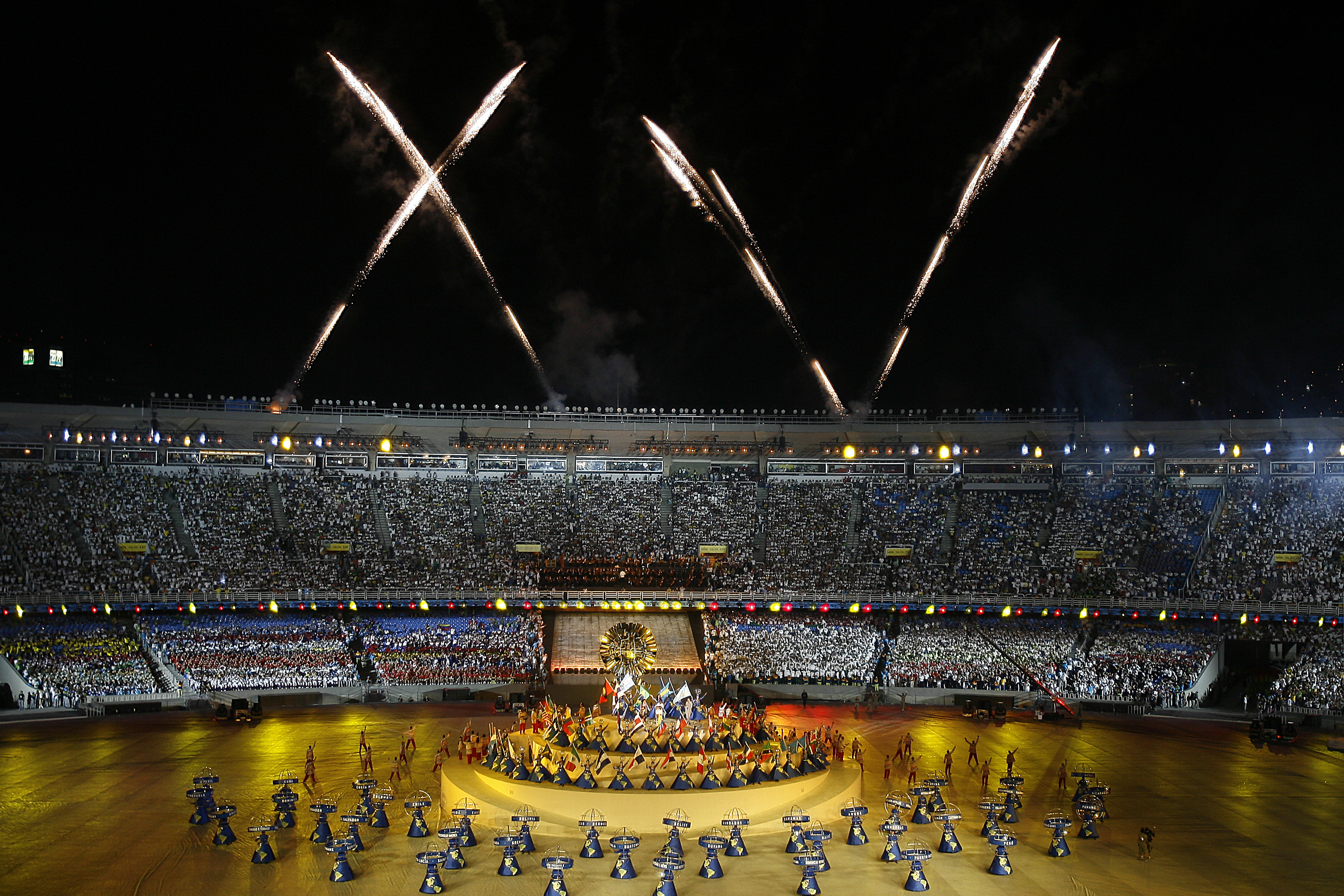
На стадіоні «Маракана» відбувся Чемпіонат світу з футболу 2014

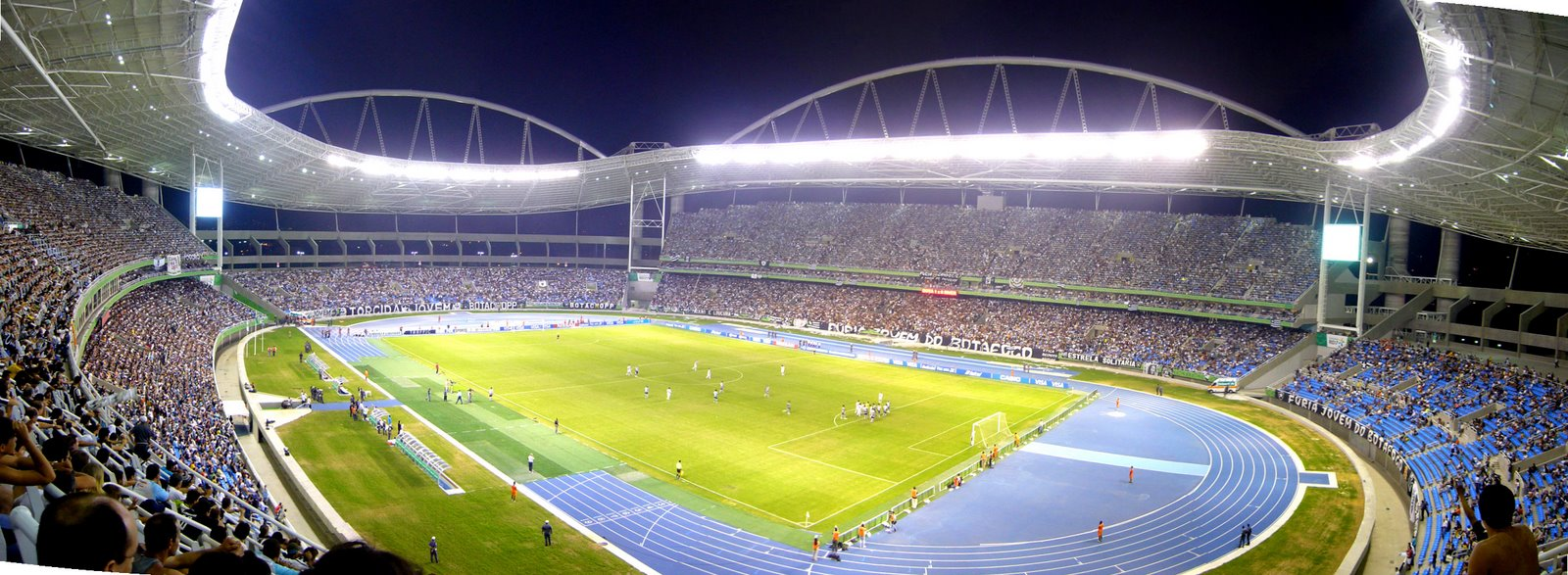
Стадіон Енженьян приймав змагання легкоатлетів Олімпіади 2016

### Футбол
Спорт відіграє важливу роль в житті Ріо-де-Жанейро. Найпопулярніший вид спорту — футбол. Практично всі футбольні команди міста насправді — мультиспортивні клуби. Так, найпопулярніший клуб Бразилії (близько 36 млн уболівальників) «Фламенго» офіційно іменується Регатним клубом (порт. Clube de Regatas Flamengo), те саме з іншою великою командою «Васко да Гама» (порт. Club de Regatas Vasco da Gama). Третя «велика команда» Ріо «Ботафогу» у своїй офіційній назві має слово «футбол», оскільки ФК «Ботафогу» виділився зі складу Регатного Клубу 1904 року, однак 1942 року було прийнято рішення знову об'єднатися (порт. Botafogo de Futebol e Regatas). Тільки в одного з чотирьох традиційних спортивних грандів Ріо-де-Жанейро немає згадки регат — у команди «Флуміненсе» (порт. Fluminense Football Club). Ці чотири клуби — не тільки головні спортивні команди Ріо-де-Жанейро, але й входять до числа 12 найсильніших традиційно і найпопулярніших команд всієї Бразилії. П'ята футбольною командою Ріо, яка набагато поступається «Великій четвірці» за популярністю і досягненнями, — « Америка» (порт. América Football Club).
Ріо-де-Жанейро приймав ігри фінальної стадії чемпіонату світу 1950 року з футболу. Саме на стадіоні «Маракана» відбувся один із найзнаменитіших матчів в історії футболу Мараканасо, коли в присутності 200 тисяч уболівальників збірна Уругваю зуміла обіграти збірну Бразилії, останній для завоювання титулу чемпіонів світу достатньо було зіграти внічию. 2014 року Маракана став другим в історії стадіоном, який приймав два фінальних матчі чемпіонату світу з футболу, після мексиканської Ацтеки.

### Інші види спорту
Серед інших популярних видів спорту в Ріо-де-Жанейро — волейбол (включаючи пляжний), MotoGP (місце проведення Гран-прі Бразилії) і автоспорт (на автодромі Жакарепагуа з 1978 по 1990 роки проходили гонки Формули-1), теніс, серфінг, капоейра, кінні перегони і, безумовно, яхтинг (або вітрильний спорт).
У 2016 Ріо стало місцем проведення Літніх Олімпійських ігор, які до цього ще жодного разу не проводилися в Південній Америці. У Ріо-де-Жанейро неодноразово проходили Панамериканські ігри.
Крім «Маракани», в місті зведені ще кілька значних стадіонів. До Панамериканських ігор побудували Олімпійський стадіон Жоао Авеланжа, відоміший під назвою Енженьян. Зараз на ньому виступає «Ботафогу». «Васко да Гама» на відміну від трьох інших грандів, завжди намагався грати на власній арені Сан-Жануаріо в північній частині міста. Також в Ріо-де-Жанейро діє сучасна HSBC Arena.

## Міста-побратими
Ріо-де-Жанейро має встановлені побратимські відносини із багатьма містами світу:
|           | Америка                 |                 | Європа                          |                   | Азія і Африка             |
| --------- | ----------------------- | --------------- | ------------------------------- | ----------------- | ------------------------- |
| США       | Атланта, США            | Нідерланди      | Амстердам, Нідерланди           | Філіппіни         | Батангас, Філіппіни       |
| Бразилія  | Белу-Оризонті, Бразилія | Іспанія         | Барселона, Іспанія              | Ліван             | Бейрут, Ліван             |
| Колумбія  | Богота, Колумбія        | Румунія         | Бухарест, Румунія               | Саудівська Аравія | Джидда, Саудівська Аравія |
| США       | Оклахома-Сіті, США      | Туреччина       | Стамбул, Туреччина              | Ліван             | Джунія, Ліван             |
| Аргентина | Буенос-Айрес, Аргентина | Польща          | Варшава, Польща                 | ПАР               | Дурбан, ПАР               |
| Канада    | Ванкувер, Канада        | Португалія      | Віла-Нова-ді-Гая, Португалія    | Вірменія          | Єреван, Вірменія          |
| Куба      | Гавана, Куба            | Португалія      | Гімарайнш, Португалія           | Марокко           | Касабланка, Марокко       |
| Венесуела | Каракас, Венесуела      | Україна         | Київ, Україна                   | Японія            | Кобе, Японія              |
| Перу      | Куско, Перу             | Велика Британія | Ліверпуль, Велика Британія      | Нігер             | Лагос, Нігерія            |
| Болівія   | Ла-Пас, Болівія         | Португалія      | Лісабон, Португалія             | Індія             | Мумбаї, Індія             |
| США       | Маямі, США              | Іспанія         | Мадрид, Іспанія                 | КНР               | Пекін, КНР                |
| Нікарагуа | Манагуа, Нікарагуа      | Франція         | Монпельє, Франція               | Сенегал           | Руфіске, Сенегал          |
| Мексика   | Мехіко, Мексика         | Франція         | Париж, Франція                  | Узбекистан        | Самарканд, Узбекистан     |
| Канада    | Монреаль, Канада        | Росія           | Санкт-Петербург, Росія          | Південна Корея    | Сеул, Республіка Корея    |
| Бразилія  | Натал, Бразилія         | Іспанія         | Санта-Крус-де-Тенерифе, Іспанія | Ізраїль           | Тель-Авів, Ізраїль        |
| США       | Нью-Йорк, США           | Португалія      | Санту-Тірсу, Португалія         | Туніс             | Туніс, Туніс              |
| Чилі      | Пуерто-Варас, Чилі      |                 |                                 |                   |                           |
| Бразилія  | Сантус, Бразилія        |                 |                                 |                   |                           |
| Бразилія  | Сан-Паулу, Бразилія     |                 |                                 |                   |                           |

## Персоналії
- Альберто Кавальканті (1897—1982) — кінорежисер, сценарист, продюсер та художник.